# Mikel Beltoja
Mikel Beltoja (17 avril 1935 - 10 février 1974), était un prêtre catholique albanais, du diocèse de Shkodër, ayant été assassiné in odium fidei sous le régime communiste et athée d'Enver Hoxha. Il est vénéré comme bienheureux et martyr par l'Église catholique.

## Biographie
Originaire d'une famille religieuse et appartenant à la classe moyenne, c'est après l'école élémentaire que Mikel Beltoja s'inscrit à l'Université de Tirana. Il cerne alors sa vocation sacerdotale, mais la formation des prêtres est interdite par le régime communiste d'Enver Hoxha. C'est sous la direction d'Ernesto Coba, administrateur apostolique du diocèse de Shkodër, qu'il suit ses cours en philosophie et théologie au sein d'un séminaire clandestin. Il est ordonné prêtre le 8 décembre 1961.
Après diverses tâches pastorales, il est nommé à la paroisse de Barbullush en 1964. En 1967, le ministère sacerdotal est mis hors la loi et Mikel Beltoja est contraint de retourner dans sa famille, où il crée une coopérative agricole. Il y poursuit son ministère dans la clandestinité, célébrant la messe en cachette et dispensant les sacrements au péril de sa vie.
Le 19 avril 1973, il est arrêté par la police d'État au domicile familial. Emprisonné et torturé pendant six mois, c'est le 4 septembre suivant qu'il est condamné à mort. Au cours de son procès, c'est avec une grande ténacité qu'il défendit la foi catholique et refusa d'abandonner son ministère. Il est exécuté par un peloton le 10 février 1974 dans la cour de la prison de Tirana.

## Béatification
Le 10 novembre 2002, la cause pour la béatification de trente-huit martyrs albanais, dont Mikel Beltoja fait partie, est introduite dans le diocèse de Shkodër. L'enquête diocésaine s'est clôturée en 2013 et la cause est transférée à Rome, près de la Congrégation pour les causes des saints.
Le 26 avril 2016, le pape François reconnaît la mort in odium fidei des martyrs albanais, leur conférant ainsi le titre de martyrs et signant le décret de béatification.
Le 5 novembre 2016, la cérémonie de béatification est tenue dans la Cathédrale Saint-Etienne de Shkodër par le cardinal Angelo Amato.